# Гришинский сельский округ (Московская область)
Гришинский сельский округ — упразднённая административно-территориальная единица, существовавшая на территории Дмитровского района Московской области в 1994—2006 годах.
Гришинский сельсовет был образован в первые годы советской власти. По данным 1918 года он входил в состав Деденевской волости Дмитровского уезда Московской губернии. Центр — деревня Гришино.
В 1923 году к Гришинскому с/с был присоединён Андрейковский с/с.
В 1927 год из Гришинского с/с были выделены Андрейковский, Беклемишевский, Мелиховский и Сурминский с/с.
В 1926 году Гришинский с/с включал село Сурмино, деревни Андрейково, Беклемишево, Благодать, Гришино, Исаково, Коверьянки, Мелихово, Нерощино, Новинки, Сазонки, Сбоево, Сычевки, Филимоново, Хорьяково и Щепино, колонию «Возрождение», хутор Дуново, лесную сторожку Рихтера и имение Благодать.
В 1929 году Гришинский с/с был отнесён к Дмитровскому району Московского округа Московской области. При этом к нему были присоединены Беклемишевский, Мелиховский и Сурминский с/с.
17 июля 1939 года к Гришинскому с/с был присоединён Андрейковский с/с (селения Андрейково, Нерощино, Новинки и Сычевки), а также селение Лотосово упразднённого Селевкинского с/с
14 июня 1954 года к Гришинскому с/с был присоединён Ассауровский сельсовет.
1 февраля 1963 года Дмитровский район был упразднён и Гришинский с/с вошёл в Дмитровский сельский район. 11 января 1965 года Гришинский с/с был возвращён в восстановленный Дмитровский район.
1 апреля 1966 года из Кузяевского с/с в Гришинский с/с были переданы селения Морозово и Селевкино.
5 апреля 1967 года в Гришинском с/с был образован новый населённый пункт — Новогришино.
3 февраля 1994 года Гришинский с/с был преобразован в Гришинский сельский округ. 
В ходе муниципальной реформы 2004—2005 годов Гришинский сельский округ прекратил своё существование как муниципальная единица. При этом все его населённые пункты были переданы в сельское поселение Костинское.
29 ноября 2006 года Гришинский сельский округ исключён из учётных данных административно-территориальных и территориальных единиц Московской области.